# Лейк (округ, Иллинойс)
Лейк — округ в штате Иллинойс. По данным переписи населения 2006 года численность населения была 713 076 человек. Главным городом округа является город Уокиган. По данным Бюро переписи населения США за 2000 год, округ Лейк — 31-й среди всех округов по доходу на душу населения в США. Округ является частью агломерации Чикаго. Лейк входит в число округов, находящихся на берегу озера Мичиган.
Первоначально весь округ входил в состав округа Мак-Генри, однако, в 1839 году был выделен отдельный район «Лейк».

## География
По данным Бюро переписи населения США, округ имеет общую площадь в 3543 км², из которых 1159 км² — земля и 2384 км² — вода. Большая часть в озере Мичиган — общая площадь составляет 67,28 % из всей воды в округе.